# Psectrocladius fabricius
Psectrocladius fabricius är en tvåvingeart som beskrevs av Zelentsov 1980. Psectrocladius fabricius ingår i släktet Psectrocladius och familjen fjädermyggor. Inga underarter finns listade i Catalogue of Life.